# Печмень
Печмень — село в Бардымском районе Пермского края. Административный центр Печменского сельского поселения.
Находится примерно в 29 км к юго-востоку от центра села Барда.

## Население
По результатам переписи 2010 года численность населения составила 440 человек, в том числе 216 мужчин и 224 женщины.
В 2005 году численность населения составляла 527 человек.
Ранее численность населения там составляла: 667 человек (1904 год), 652 человека (1926 год).

## Религия
Православные храмы
- Церковь Троицы Живоначальной